# کامورا (بازیکن فوتبال)
کامورا (انگلیسی: Camora؛ زادهٔ ۱۰ نوامبر ۱۹۸۶) بازیکن فوتبال اهل پرتغال است.
از باشگاه‌هایی که در آن بازی کرده‌است می‌توان به باشگاه فوتبال ناوال، باشگاه فوتبال بیرامار، و باشگاه فوتبال سی‌اف‌آر کلوژ اشاره کرد.
وی همچنین در تیم ملی فوتبال رومانی بازی کرده‌است.